# Sfärpackning

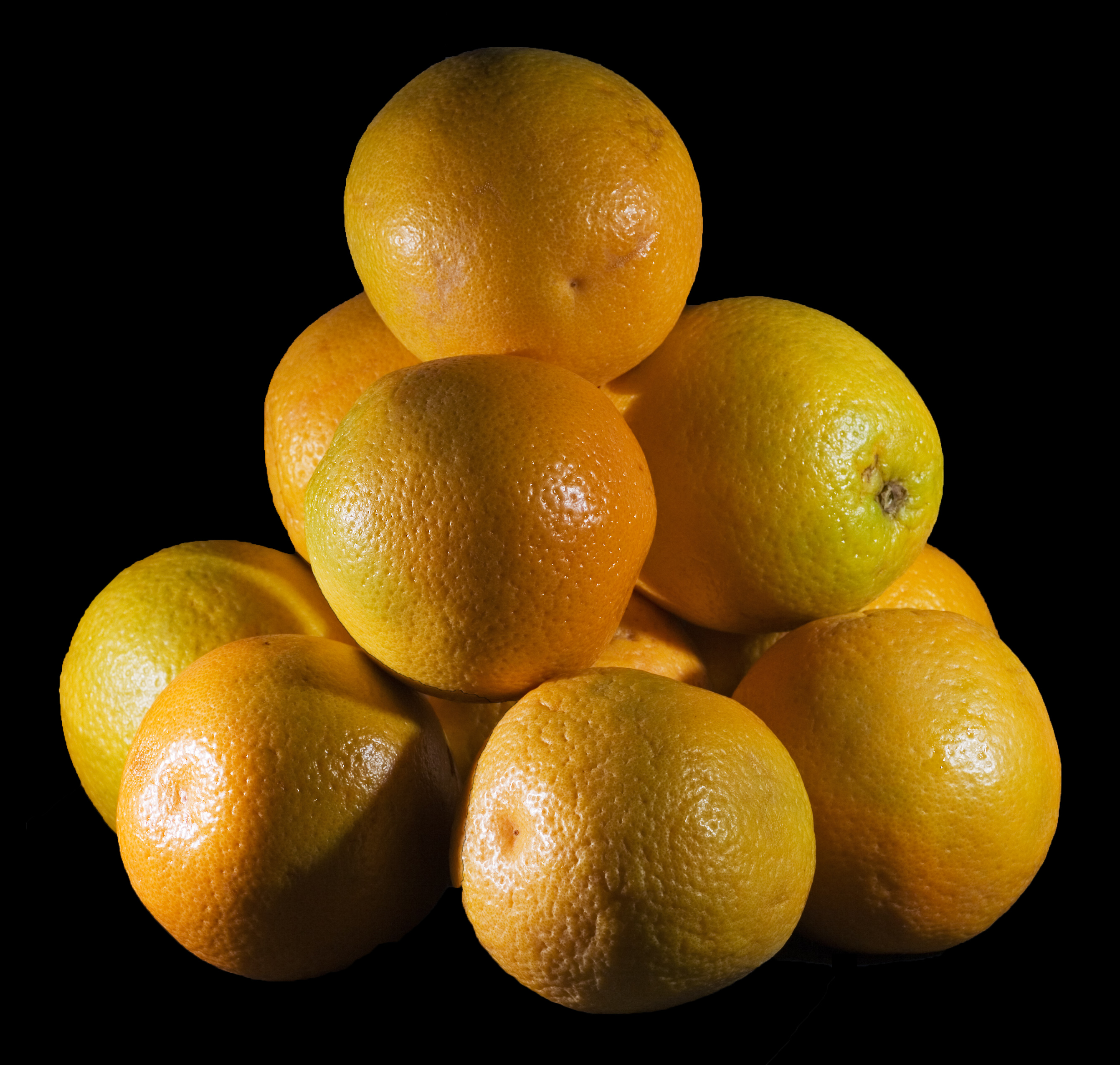
Sfärpackning har en praktisk tillämpning vid staplandet av apelsiner.

Sfärpackning är inom geometrin ett arrangemang av icke-överlappande sfärer inom ett begränsat utrymme. Sfärerna ifråga är vanligen av samma storlek, och utrymmet är vanligtvis ett tredimensionsionellt euklidiskt rum.

## Beskrivning
Sfärförpackningsproblem kan generaliseras till att innefatta ojämna sfärer, ett n-dimensionellt euklidiskt utrymme (där problemet blir cirkelpackning i två dimensioner, eller hypersfärpackning i ytterligare dimensioner)  eller till icke-euklidiska utrymmen som hyperboliskt rum.
Ett typiskt sfärförpackningsproblem är att hitta ett arrangemang där kulorna fyller så stor andel av utrymmet som möjligt. Mängden utrymme fyllt av sfärerna kallas arrangemangets densitet. Eftersom den lokala densiteten hos en packning i ett oändligt utrymme kan variera beroende på den volym över vilken den mäts är problemet vanligtvis att maximera den genomsnittliga eller asymptotiska densiteten uppmätt över en tillräckligt stor volym.
För lika sfärer i tre dimensioner använder den tätaste packningen ungefär 74% av volymen.  En slumpmässig packning av lika stora sfärer har i allmänhet en densitet runt 64%.